# 河内長野駅
河内長野駅（かわちながのえき）は、大阪府河内長野市本町にある、南海電気鉄道（南海）・近畿日本鉄道（近鉄）の駅。

## 概要
当駅は、「奥河内」と呼ばれる観光名称の玄関口である駅で、1898年（明治31年）3月29日（または4月2日）に高野鉄道（現・南海高野線）によって開業、当時駅名は長野駅であった。1902年（明治35年）12月12日には河南鉄道（現・近鉄長野線）が当駅まで延伸開業（駅名も同名）、それ以来当駅に乗り入れる鉄道路線は、南海高野線・近鉄長野線の2路線である。その後、1954年（昭和29年）4月1日に現駅名の河内長野駅に改称した。
2路線の当駅での基本的な運行形態は、南海高野線では、特急こうやも含めた全列車が停車し、急行は当駅以南は各駅に停車、難波駅からの区間急行の一部および各駅停車のほとんどは当駅で折り返す。近鉄長野線では終着駅にあたり、主に準急が運行、深夜には普通および古市駅止まりも運行されている。

## 利用可能な鉄道路線
- 南海電気鉄道
  - 高野線 - 駅番号はNK69
- 近畿日本鉄道
  - 長野線 - 駅番号はO23

## 歴史
- 1898年（明治31年）3月29日（または4月2日）：高野鉄道（現在の南海高野線）が狭山駅から延伸した際の終着駅である長野駅として開業[2]。
- 1902年（明治35年）12月12日：河南鉄道（現在の近鉄長野線）が滝谷不動駅から延伸、同線の長野駅開業[1][5]。
- 1907年（明治40年）11月15日：高野鉄道が高野登山鉄道に事業譲渡、同社と河南鉄道の駅となる。
- 1914年（大正3年）10月21日：高野登山鉄道が当駅から三日市町駅まで延伸、同線については途中駅となる。
- 1915年（大正4年）4月30日：高野登山鉄道が社名変更、大阪高野鉄道と河南鉄道の駅となる。
- 1919年（大正8年）3月8日：河南鉄道が社名変更、大阪高野鉄道と大阪鉄道の駅となる[5]。
- 1922年（大正11年）9月6日：大阪高野鉄道の会社合併により、南海鉄道と大阪鉄道の駅となる。
- 1943年（昭和18年）2月1日：大阪鉄道の会社合併により、南海鉄道と関西急行鉄道の駅となる[5]。
- 1944年（昭和19年）6月1日：両社の会社合併により、近畿日本鉄道の駅となり、一旦改札口を統合した[5]（この時期は両社の線路が繋がっていたが、車両規格の違いもあり、高野線と長野線との直通運転は行われなかった）。
- 1947年（昭和22年）6月1日：高野線譲渡により、南海電気鉄道と近畿日本鉄道の駅となり、改札口を再分離する。
- 1954年（昭和29年）4月1日：長野町が合併により河内長野市となる。同日に河内長野駅に改称[1][2]。
- 1958年（昭和33年）：木造駅舎を鉄筋コンクリート造に改築[6]。
- 1976年（昭和51年）10月16日：橋上駅に改築[7][8]。
- 1983年（昭和58年）
  - 2月28日：駅周辺の都市計画決定[9]。
  - 6月26日：高野線特急停車駅となる。
- 1989年（平成元年）1月20日：ノバティながの開業。
- 1990年（平成2年）3月31日：駅周辺の再開発事業が完了[9]。
- 2011年（平成23年）3月1日：南海・近鉄の駅構内にエレベーターを設置。南海にLED発車標・液晶表示器を設置。
- 2012年（平成24年）
  - 4月1日：南海に駅ナンバリングを導入（のちに近鉄も導入）[10][11]。
  - 9月30日：案内所新設、駅舎および内装リニューアルによる景観改良・観光機能の拡充工事が完了。ショップ南海河内長野の改装・店舗新設などの工事完了。
- 2018年（平成30年）3月：南海ホームの放送が更新され、高野線の駅では三国ヶ丘駅に次いで二番目となる列車到着時の英語自動放送が導入される。
- 2020年（令和2年）1月31日：近鉄ホームの字幕回転式発車標がLCD表示器に変更[12]。

## 駅構造
橋上駅舎は南海と近鉄で共用しているが、互いの改札は分けられている。番線の数字も両者では連続していない。橋上駅舎入口の駅名表示には、西口側は南海、東口側は近鉄のフォーマットが採用されている。
ローマ字表記は、南海がハイフンなしの「KAWACHINAGANO」、近鉄がハイフン付きの「Kawachi-Nagano」である。
出口の案内は西出口と東出口の2つしかないが、ノバティながの北館・南館それぞれに向かうペデストリアンデッキ、駅北側への階段、中2階への階段がある。また、西出口側にはエレベーターと上り専用エスカレーター、東出口側にエレベーター（改札内外共用）、中2階側に上り専用エスカレーターがある。
2010年のリニューアル工事以前まで、車いす昇降設備の設置が無く、案内板等の不整備、雨漏り等で老朽化もあった。工事により旅客案内サイン類の一斉更新やバリアフリー化、観光案内設備等の拡充、内装・外装工事などが行われ、2013年4月のペデストリアンデッキの屋根設置をもって完了した。

### 南海電気鉄道
島式2面4線のホームを持つ待避可能駅で、奇数番線（1・3番線）が本線、偶数番線（2・4番線）が待避線である。ホーム有効長は20m車8両分および17m車10両分であり、1995年から2003年にかけて、平日朝ラッシュに2本設定されていた急行ズームカー10両編成運転では、当駅4番のりばで増結、当駅2番のりばで解結を行っていた。列車の出発時には全列車に対して出発時機合図（≒発車ベル）が鳴動する。改札口は1箇所のみ。自動改札機は日本信号製。各ホーム中央にエレベーターが設置されている。
以前はソラリー式の発車標であったがフルカラーLED式に交換され、改札上には時計・情報通知用の液晶表示機も併設されている。
半数の区間急行と各停が当駅で折り返しとなる。また、難波行き準急（平日朝ラッシュ時のみ）の一部に当駅始発列車がある。
当駅は、管区長が配置され、滝谷駅 - 高野山駅の各駅を管轄している。

#### のりば
| のりば | 路線   | 方向 | 行先       | 備考               |
| ------ | ------ | ---- | ---------- | ------------------ |
| 1      | 高野線 | 下り | 高野山方面 | 本線               |
| 2      | 高野線 | 下り | 高野山方面 | 待避線             |
| 2      | 高野線 | 上り | なんば方面 | 一部の当駅始発のみ |
| 3      | 高野線 | 上り | なんば方面 | 本線               |
| 4      | 高野線 | 上り | なんば方面 | 待避線             |

当駅始発列車は4番線からも発車する。なお偶数番線は、それぞれ難波側に渡り線があるため直接折返しができるようになっているが、時間帯によって2番線発着になるか4番線発着になるかはまちまちで、当駅以南は各駅に停車する前後の急行との乗り換えも必ず同一ホーム上乗り換えできるとは限らない（ただし相互ホーム間の乗り換え時間はある程度確保されている）。なお、当駅行の列車の行先表示は「河内長野」と、正式駅名を表示している（近鉄列車の行先表示については下記を参照）。

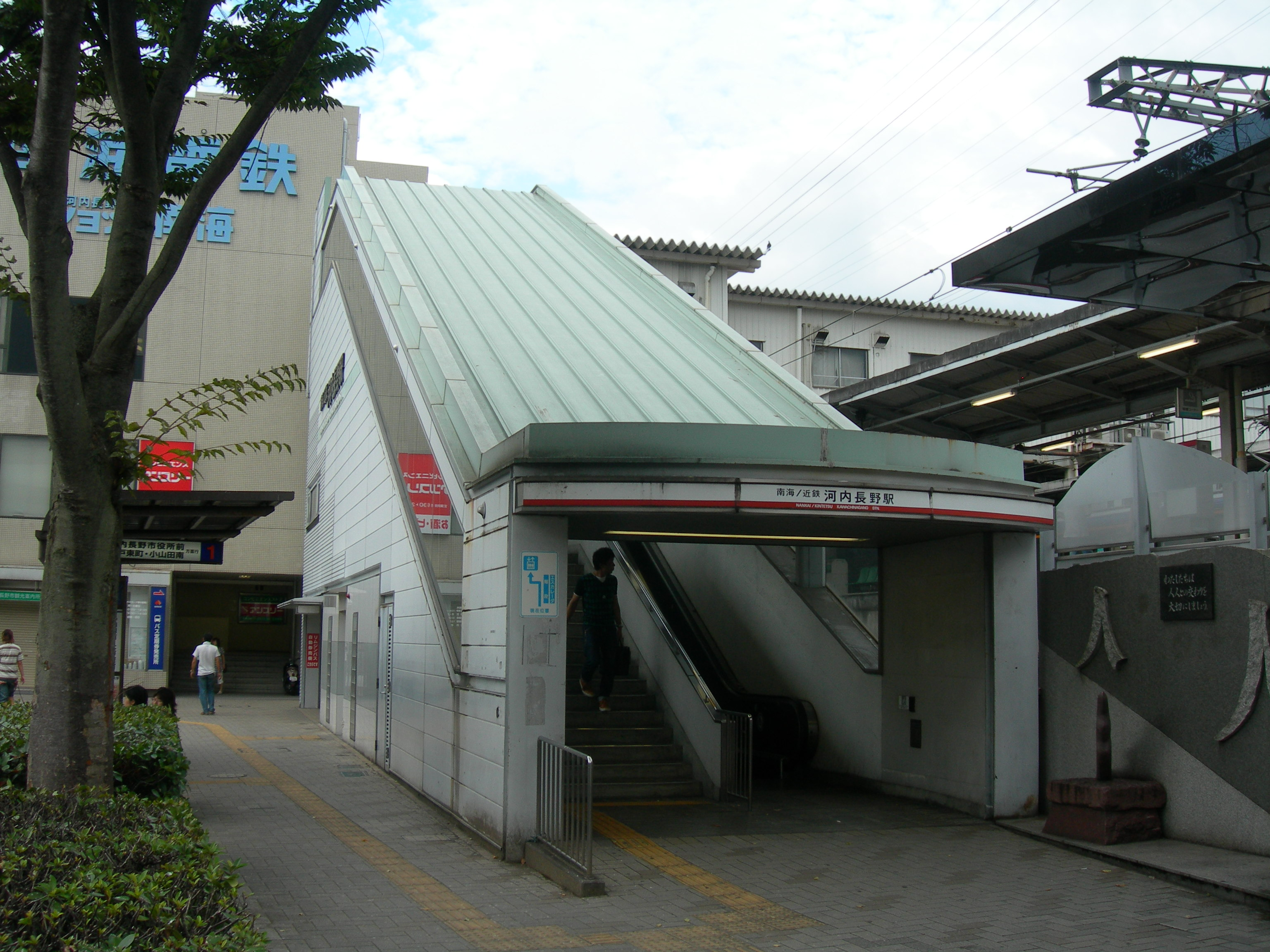
西出口
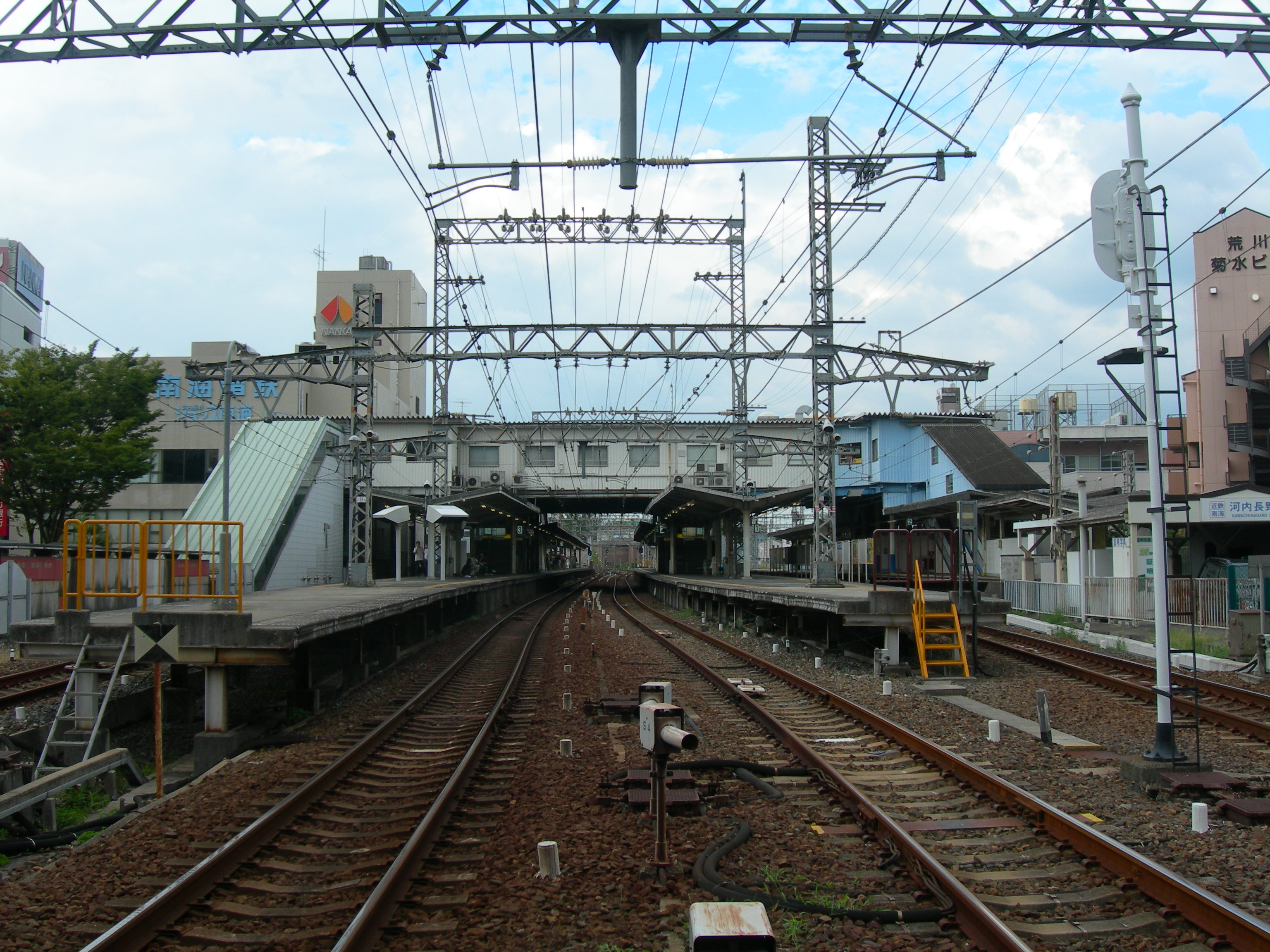
プラットホーム
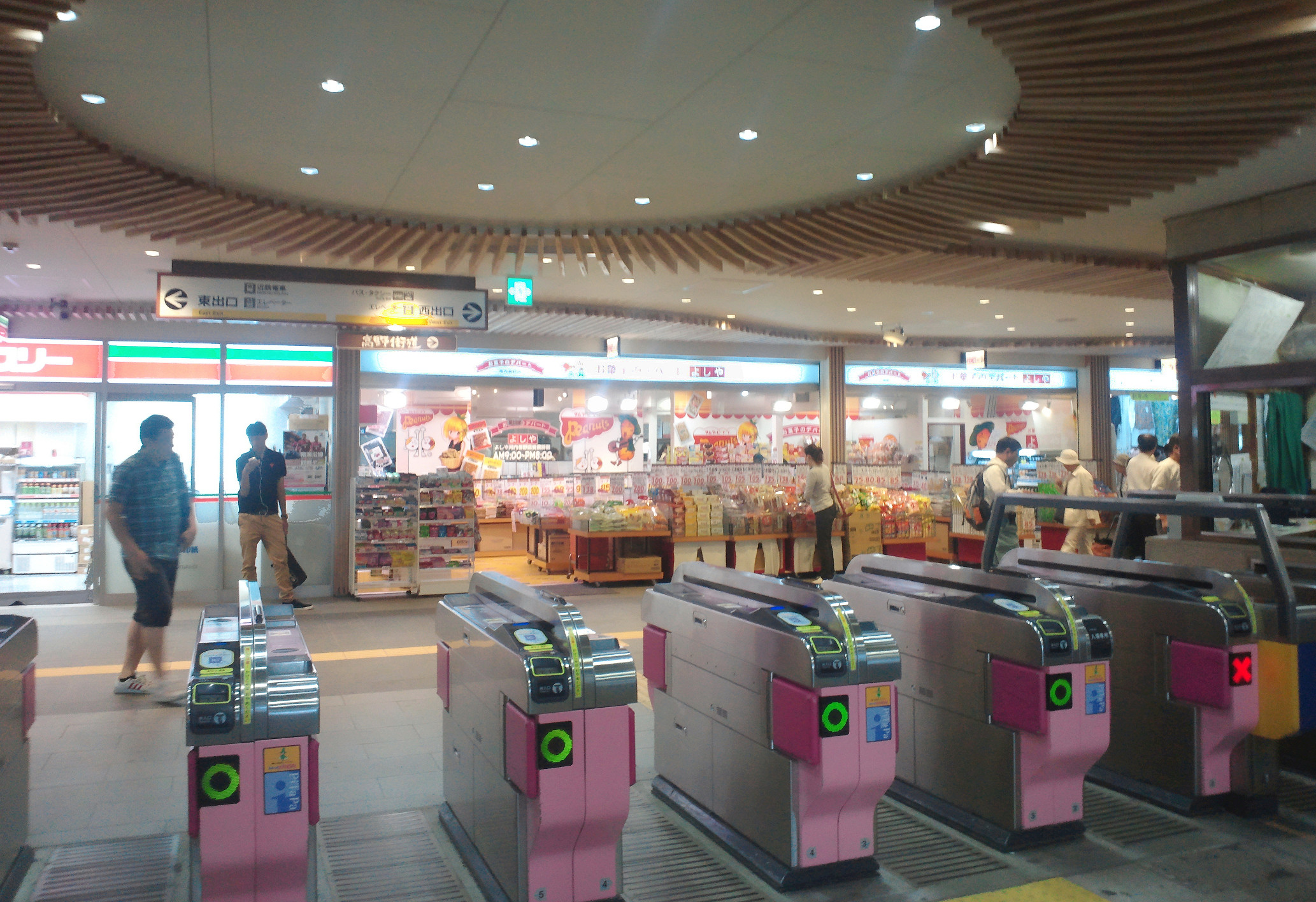
改札口
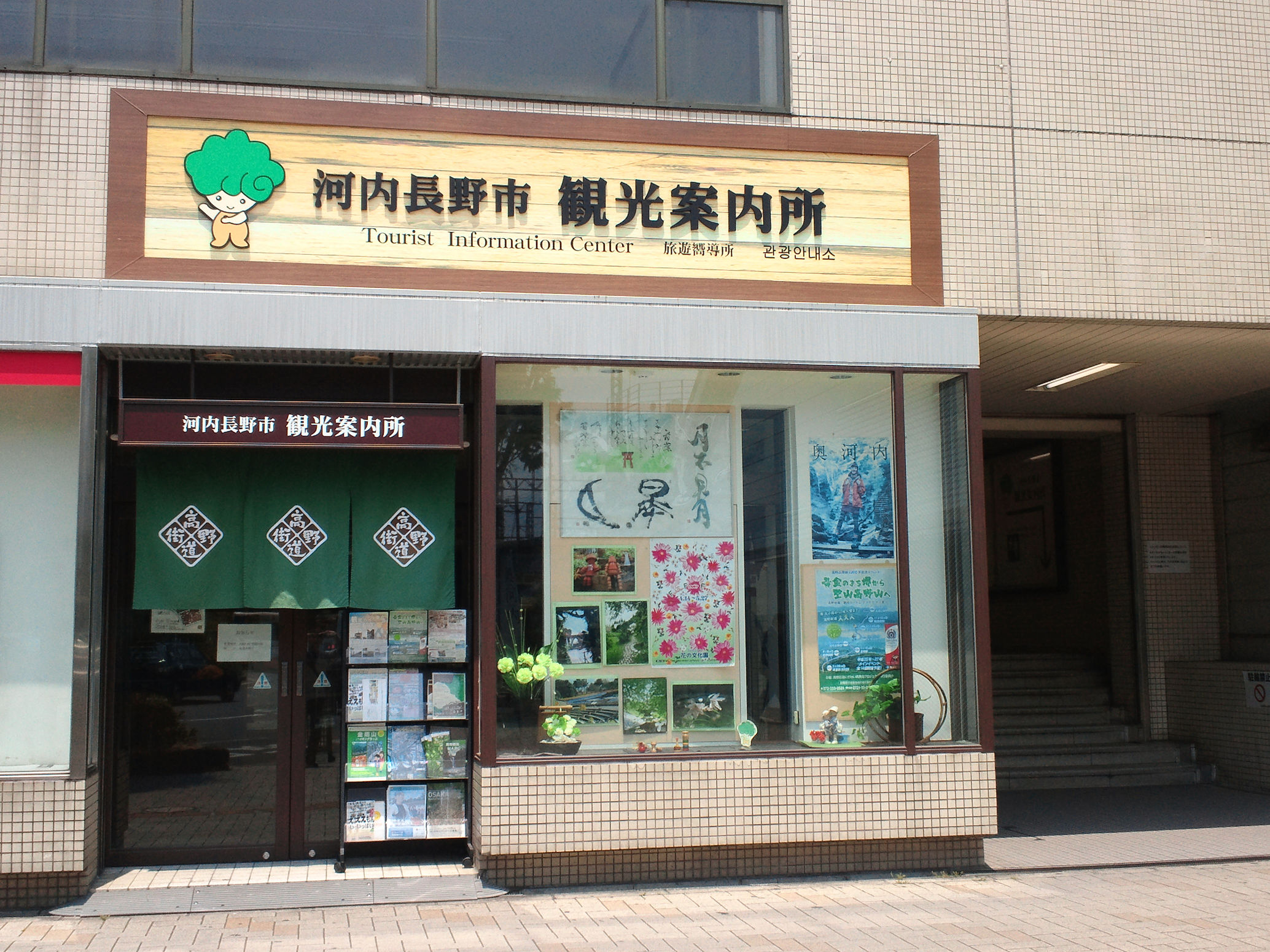
観光案内所
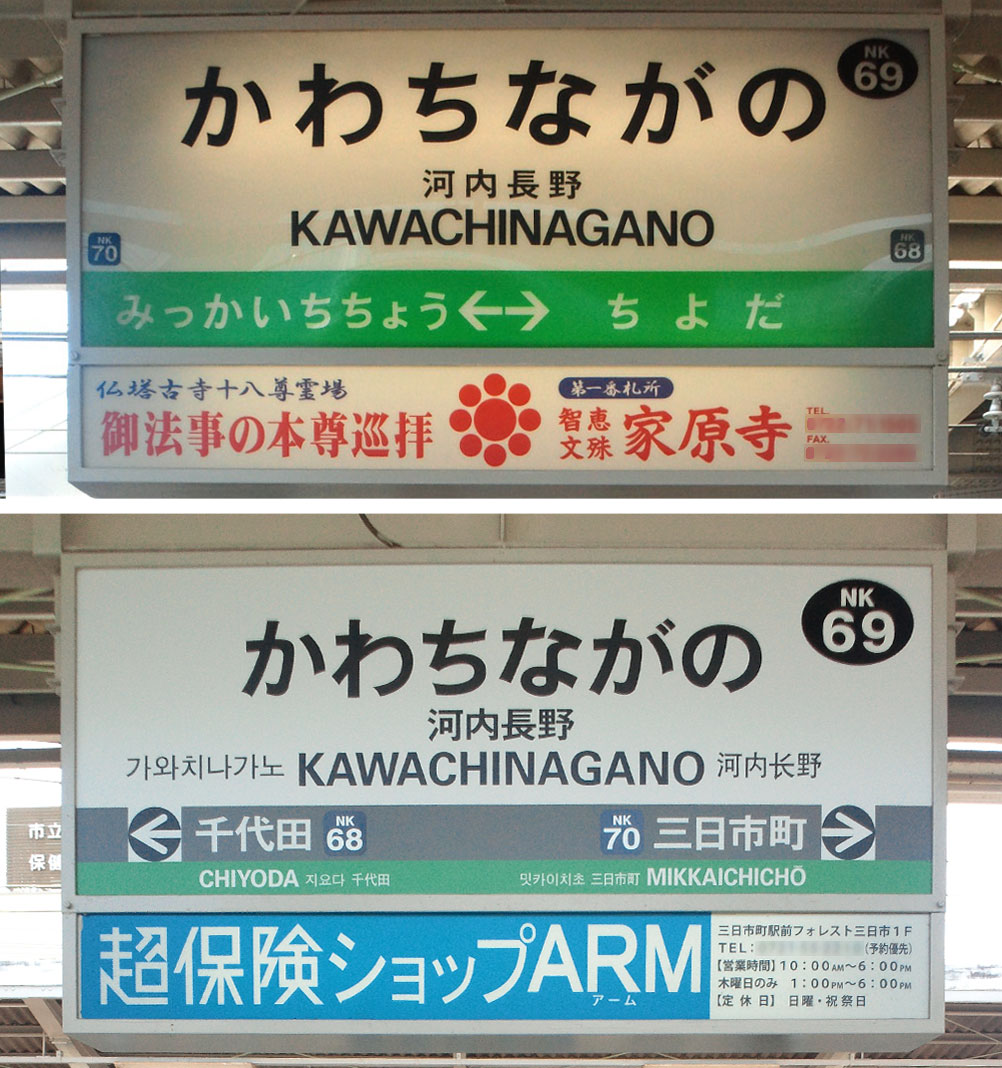
駅名標（上：旧、下：新）

### 近畿日本鉄道
元々は島式1面2線のホームを持つ駅であったが、かつての1番線はホーム側に固定柵を設置の上で、架線や古市寄り約60メートルより先の線路も撤去したため、事実上保線用車両しか入線出来なくなっており、現在はかつての2番線のみで発着を賄う1面1線の駅となっている。ホーム有効長は5両。改札口は1ヶ所のみ。ホーム南側にエレベーター（改札内外共用）とエスカレーターが設置されている。
当初は、当駅を途中駅として観心寺に至り、金剛登山電気鉄道に接続し千早方面まで延伸する構想があり、2線のホームを有していた。1923年に大阪鉄道が当駅から観心寺間の路線を申請し、1927年に国より認可された。しかし工事が行われることなく1959年に計画は失効している。また、古市方に200メートルほど複線用地が確保されているが、現在のところは複線化の目途は立っていない。
近鉄では旧国名の部分が「河内国分」「大和西大寺」と小さく表示されることが多いが、当駅の駅名標や車両の行先方向幕は、市名に基づき旧国名も大きく表示される。
| 路線     | 方向 | 行先             |
| -------- | ---- | ---------------- |
| O 長野線 | 上り | 大阪阿部野橋方面 |

#### 駅設備・営業面
- 古市駅管理の有人駅で、PiTaPa・ICOCA対応の自動改札機および自動精算機（回数券カードおよびICカードのチャージに対応）が設置されている。
- 特急券・定期券は専用の自動券売機にて購入可能[20]。
- 1976年から44年間字幕回転式発車標が設置されていた。同様の型式の発車標としては関西大手私鉄で最後まで残っていたが、2020年（令和2年）1月30日に引退し、液晶ディスプレイ式発車標に置き換えられた[21][12]。

#### ダイヤ面
当駅に発着する列車は大阪阿部野橋駅発着の準急が大多数となっているが、平日のみ急行も運転されており、朝の当駅始発が3本と夕方から深夜の当駅到着が7本設定されている。早朝には大阪阿部野橋駅・河内天美駅・古市駅始発の普通、夜間には大阪阿部野橋行きおよび古市行き普通のほか、休日のみ古市駅始発の普通が設定されている。平日の日中と土休日の始発から終電まではほぼ15分間隔となっている。また、教祖祭PL花火芸術が開催される毎年8月1日は通常と異なるダイヤのため、昼間時間帯から大阪阿部野橋行きの普通・急行や古市行きの普通が運行されることもある。なお、当駅行の列車の行先表示は「長野」と、正式駅名である「河内長野」を省略した方向幕の車両があるが、正式名称の「河内長野」を表示する方向幕のに交換した車両もある。

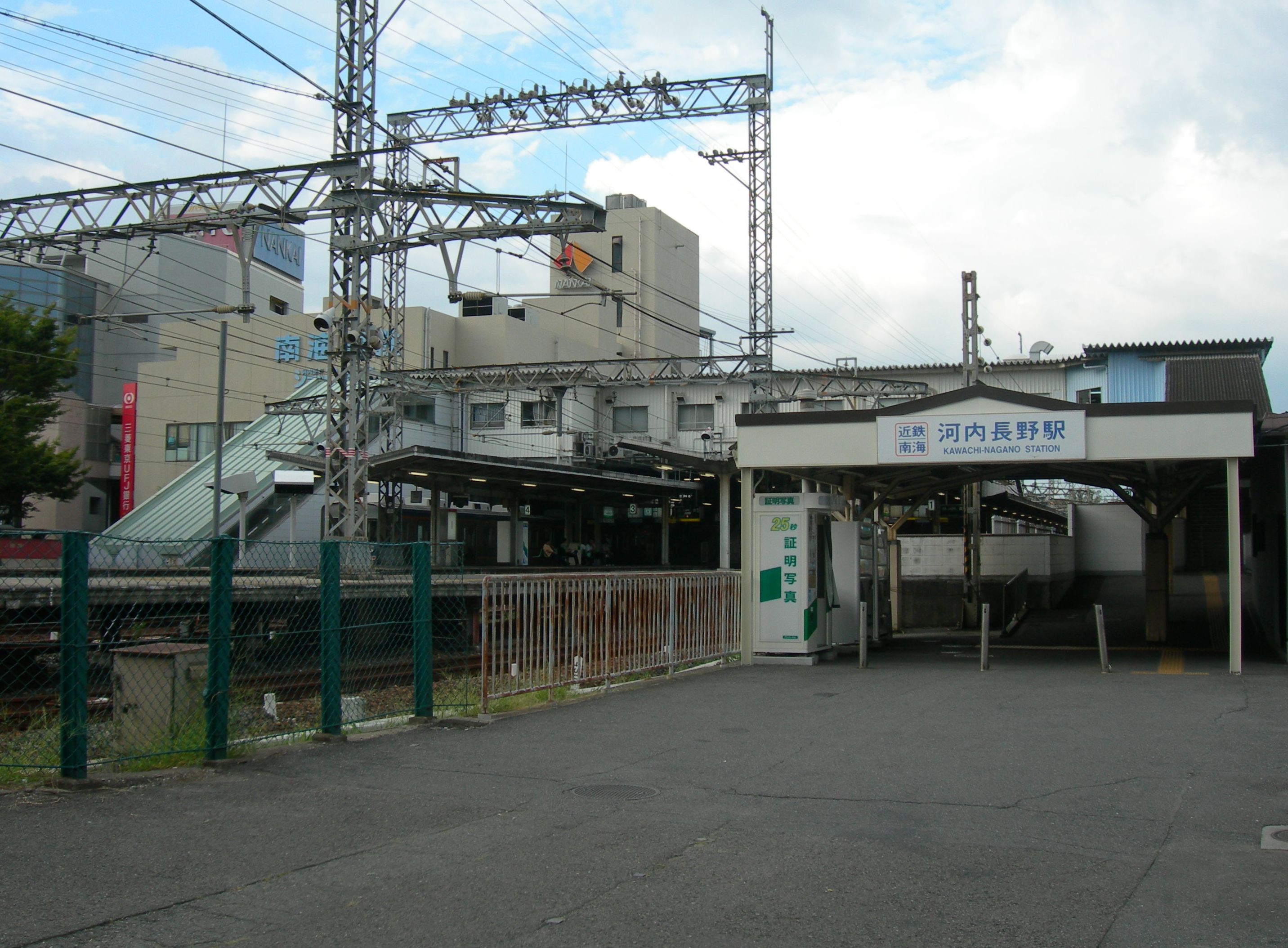
東出口
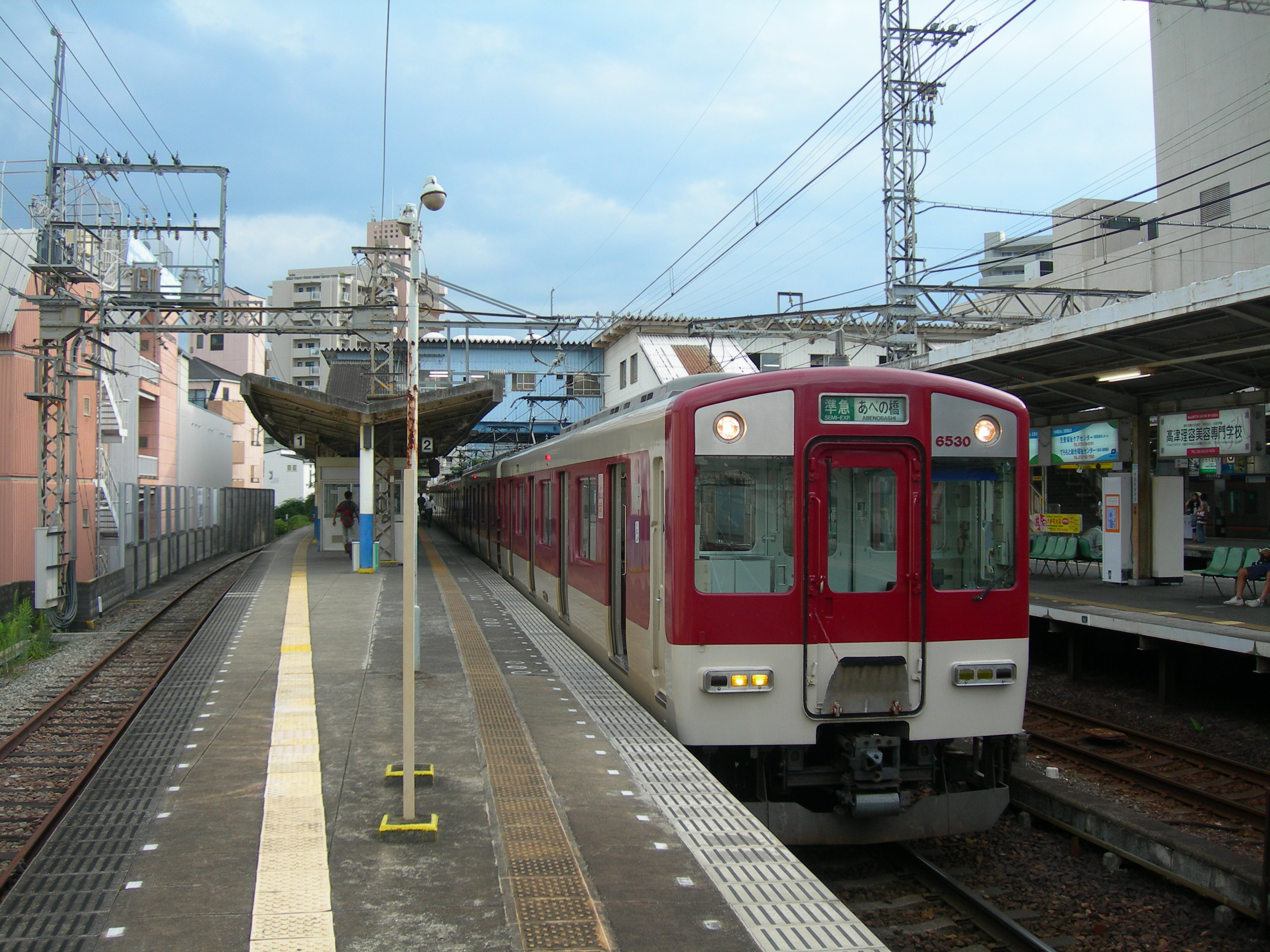
プラットホーム（以前の島式2線）
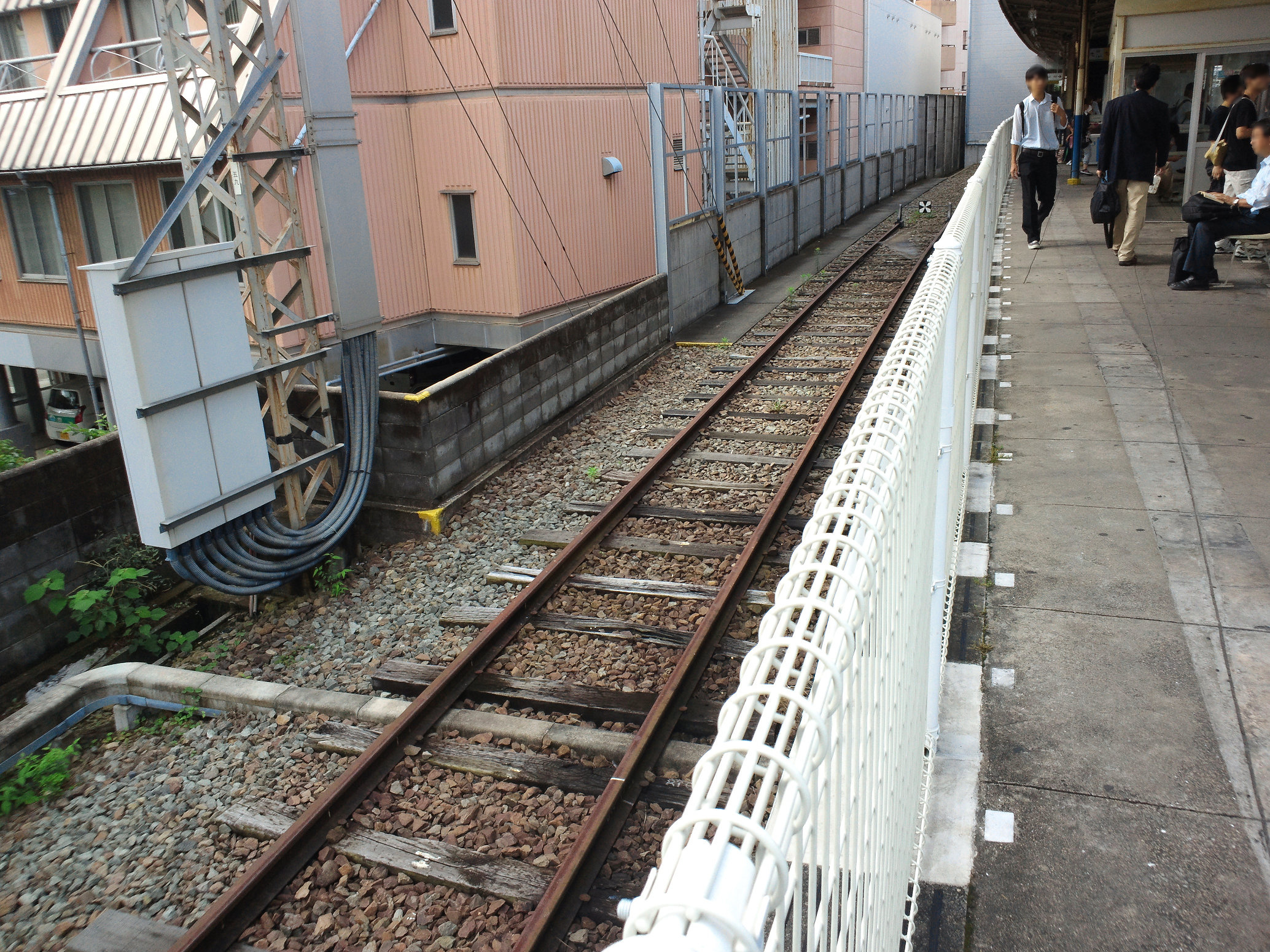
旧1番線（白い柵が設置されている）
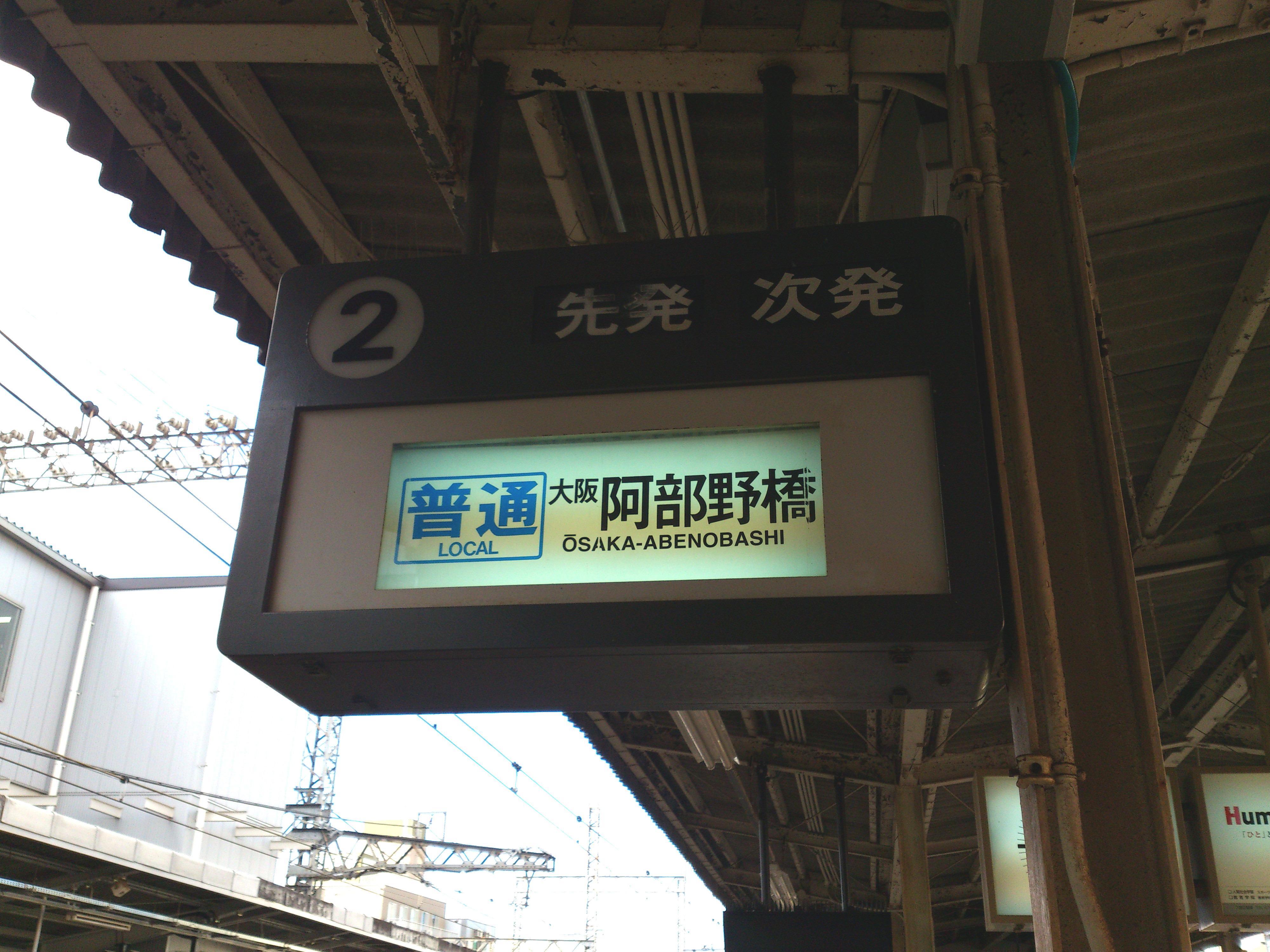
近鉄で最後まで残っていた字幕回転式発車標（末期は番線表示と先発・次発の所が黒く塗りつぶされていた）
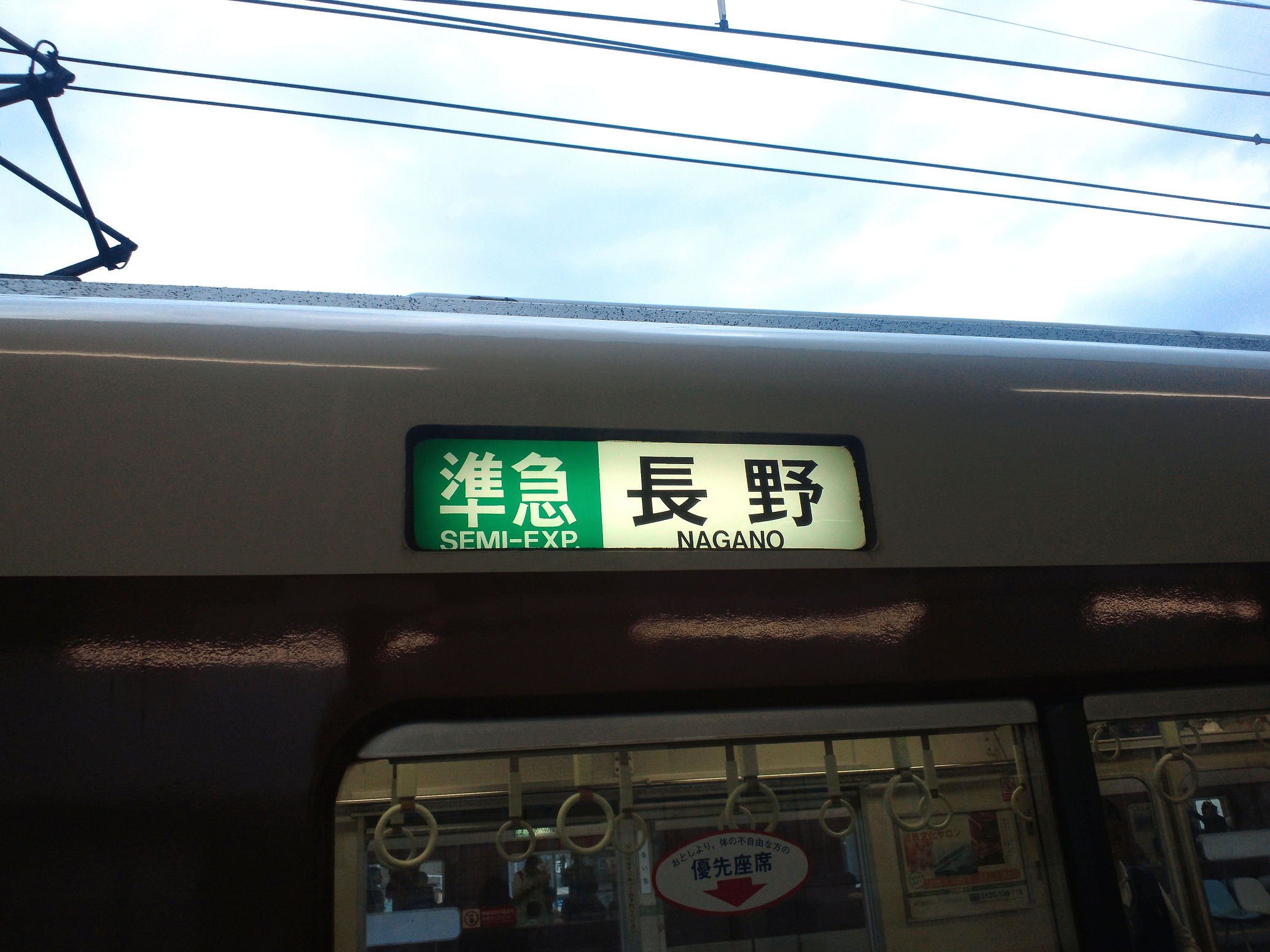
「長野」行きの方向幕[16]（正式駅名「河内長野」に交換した車両もあり[16]）
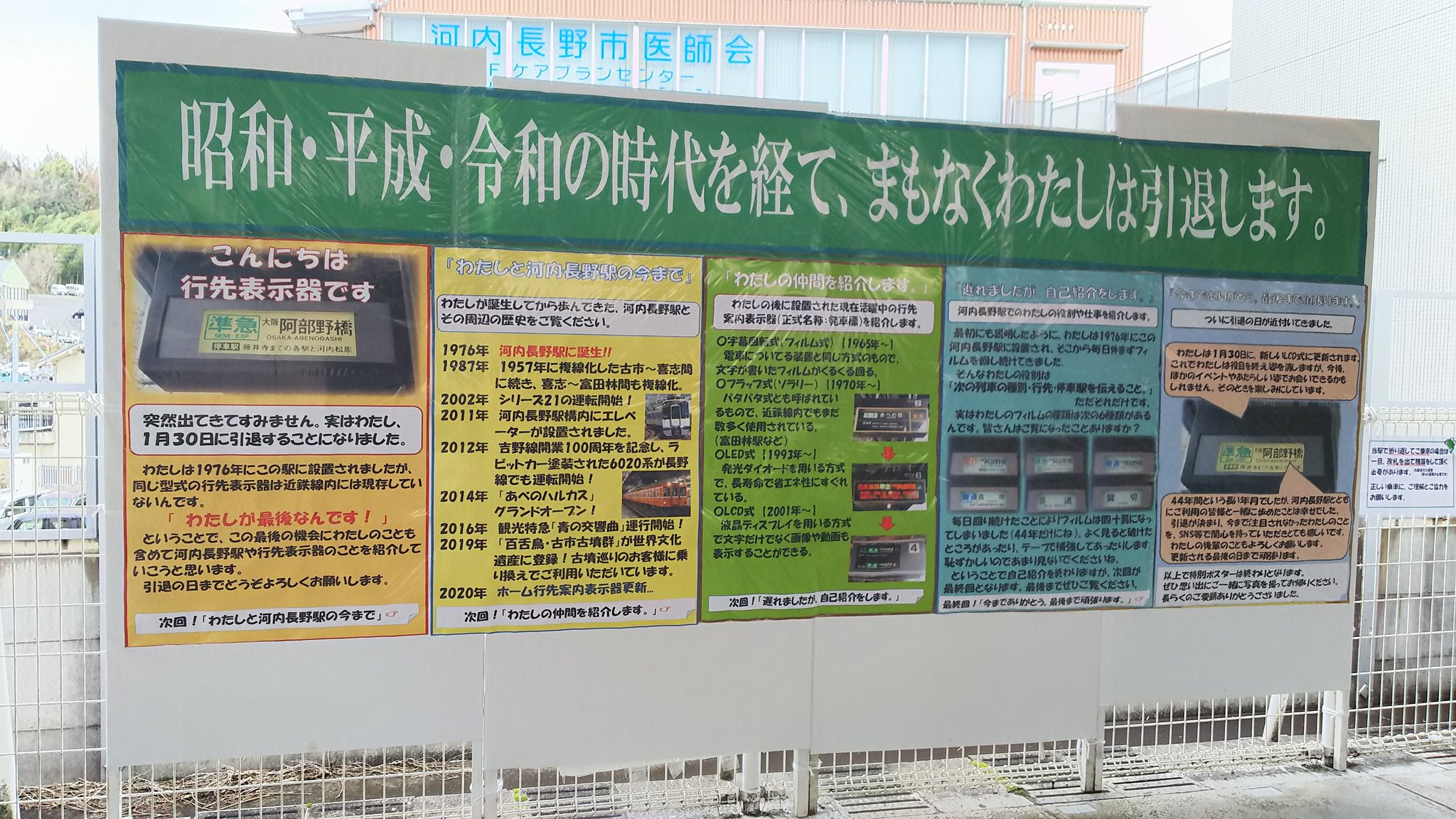
字幕回転式発車標のホーム展示
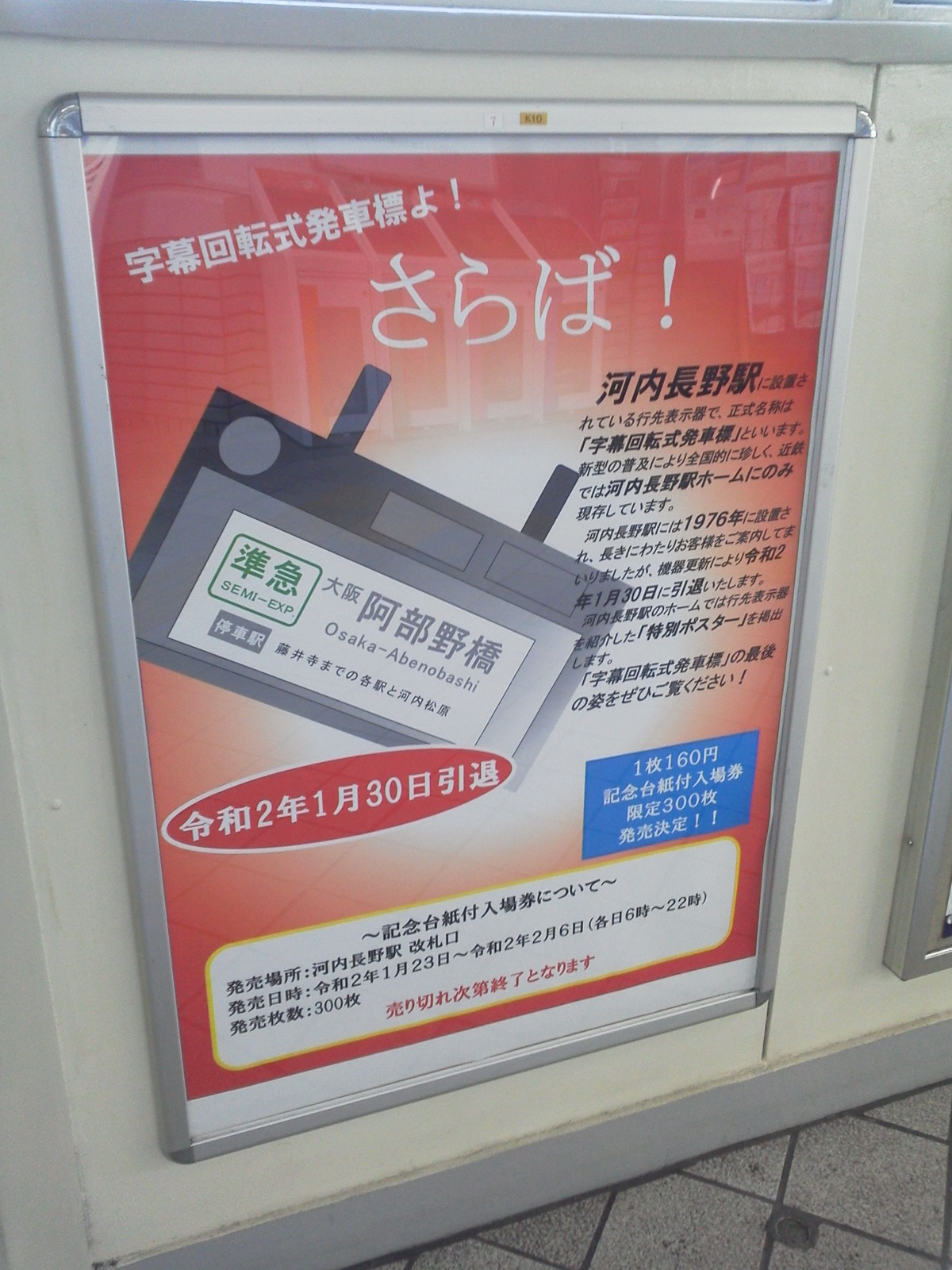
字幕回転式発車標の引退告知ポスター
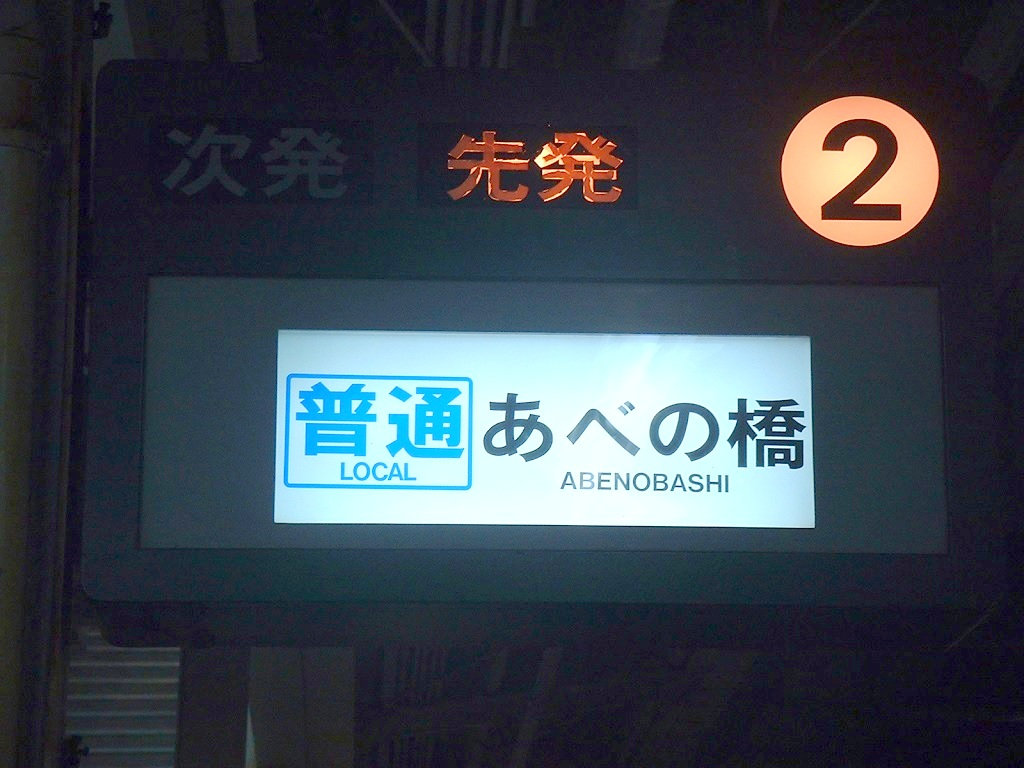
2002年当時の発車標は「あべの橋」表示で、番線表示灯と先発表示灯を使用（2番線のみ発着の為、次発表示灯は未使用）

## 利用状況
下記の表の通りに利用客数は南海が多い。河内長野市に隣接する和泉市東横山地区等からも当駅を利用しているなど、南河内の主要な駅となっている。

### 南海電気鉄道
2023年（令和5年）度の1日平均乗降人員は23,181人で、南海の駅（100駅）では泉大津駅に次いで第11位。
各年度の1日平均利用状況は下表の通り。
| 年次               | 乗降人員 | 増減率 | 順位 | 出典       |
| ------------------ | -------- | ------ | ---- | ---------- |
| 2013年（平成25年） | 29,850   | 1.0%   | 9位  | [ 南海 1 ] |
| 2014年（平成26年） | 28,496   | -4.5%  | 9位  | [ 南海 1 ] |
| 2015年（平成27年） | 28,569   | 0.3%   | 9位  | [ 南海 1 ] |
| 2016年（平成28年） | 28,279   | -1.0%  | 10位 | [ 南海 2 ] |
| 2017年（平成29年） | 28,032   | -0.9%  | 11位 | [ 南海 3 ] |
| 2018年（平成30年） | 27,511   | -1.9%  | 11位 | [ 南海 4 ] |
| 2019年（令和元年） | 26,892   | -2.3%  | 11位 | [ 南海 5 ] |
| 2020年（令和02年） | 21,218   | -21.1% | 10位 | [ 南海 6 ] |
| 2021年（令和03年） | 21,520   | 1.4%   | 10位 | [ 南海 7 ] |
| 2022年（令和04年） | 23,010   | 6.9%   | 10位 | [ 南海 8 ] |
| 2023年（令和05年） | 23,181   | 0.7%   | 11位 | [ 南海 9 ] |

#### 各年次利用状況
大阪府統計年鑑によると、各年次の1日平均利用状況は下表の通り。
| 年次               | 乗車人員 | 降車人員 | 乗降人員 | 出典          |
| ------------------ | -------- | -------- | -------- | ------------- |
| 1990年（平成02年） | 19,067   | 18,881   | 37,948   | [ 大阪府 1 ]  |
| 1991年（平成03年） | 19,916   | 19,597   | 39,513   | [ 大阪府 2 ]  |
| 1992年（平成04年） | 19,737   | 19,485   | 39,222   | [ 大阪府 3 ]  |
| 1993年（平成05年） | 19,736   | 19,551   | 39,287   | [ 大阪府 4 ]  |
| 1994年（平成06年） | 19,651   | 19,454   | 39,105   | [ 大阪府 5 ]  |
| 1995年（平成07年） | 19,726   | 19,485   | 39,211   | [ 大阪府 6 ]  |
| 1996年（平成08年） | 19,220   | 18,925   | 38,145   | [ 大阪府 7 ]  |
| 1997年（平成09年） | 18,292   | 18,085   | 36,377   | [ 大阪府 8 ]  |
| 1998年（平成10年） | 17,827   | 17,729   | 35,556   | [ 大阪府 9 ]  |
| 1999年（平成11年） | 17,092   | 17,274   | 34,366   | [ 大阪府 10 ] |
| 2000年（平成12年） | 16,603   | 16,789   | 33,392   | [ 大阪府 11 ] |
| 2001年（平成13年） | 16,241   | 16,418   | 32,659   | [ 大阪府 12 ] |
| 2002年（平成14年） | 16,049   | 16,396   | 32,445   | [ 大阪府 13 ] |
| 2003年（平成15年） | 16,013   | 16,929   | 32,942   | [ 大阪府 14 ] |
| 2004年（平成16年） | 15,616   | 16,444   | 32,060   | [ 大阪府 15 ] |
| 2005年（平成17年） | 15,571   | 16,409   | 31,980   | [ 大阪府 16 ] |
| 2006年（平成18年） | 15,515   | 16,327   | 31,842   | [ 大阪府 17 ] |
| 2007年（平成19年） | 15,341   | 16,185   | 31,526   | [ 大阪府 18 ] |
| 2008年（平成20年） | 15,154   | 16,011   | 31,065   | [ 大阪府 19 ] |
| 2009年（平成21年） | 14,537   | 15,373   | 29,910   | [ 大阪府 20 ] |
| 2010年（平成22年） | 14,585   | 15,382   | 29,967   | [ 大阪府 21 ] |
| 2011年（平成23年） | 14,392   | 15,192   | 29,584   | [ 大阪府 22 ] |
| 2012年（平成24年） | 14,342   | 15,209   | 29,551   | [ 大阪府 23 ] |
| 2013年（平成25年） | 14,466   | 15,385   | 29,851   | [ 大阪府 24 ] |
| 2014年（平成26年） | 13,857   | 14,638   | 28,495   | [ 大阪府 25 ] |
| 2015年（平成27年） | 14,024   | 14,570   | 28,594   | [ 大阪府 26 ] |
| 2016年（平成28年） | 13,859   | 14,420   | 28,279   | [ 大阪府 27 ] |
| 2017年（平成29年） | 13,736   | 14,296   | 28,032   | [ 大阪府 28 ] |
| 2018年（平成30年） | 13,485   | 14,027   | 27,512   | [ 大阪府 29 ] |
| 2019年（令和元年） | 13,216   | 13,700   | 26,916   | [ 大阪府 30 ] |
| 2020年（令和02年） | 10,455   | 10,764   | 21,219   | [ 大阪府 31 ] |
| 2021年（令和03年） | 10,597   | 10,923   | 21,520   | [ 大阪府 32 ] |
| 2022年（令和04年） | 11,303   | 11,707   | 23,010   | [ 大阪府 33 ] |

### 近畿日本鉄道
2023年11月7日における1日乗降人員は10,563人である。
近年における1日乗降人員の推移は下表の通り。
| 年度               | 特定日利用状況 | 特定日利用状況 | 特定日利用状況 | 特定日利用状況 | 出典        | 出典          |
| 年度               | 調査日         | 乗車人員       | 降車人員       | 乗降人員       | 近鉄        | 大阪府        |
| ------------------ | -------------- | -------------- | -------------- | -------------- | ----------- | ------------- |
| 1990年（平成02年） | 11月06日       | 7,925          | 8,766          | 16,691         |             | [ 大阪府 1 ]  |
| 1991年（平成03年） | -              | -              | -              | -              |             | [ 大阪府 2 ]  |
| 1992年（平成04年） | 11月10日       | 8,925          | 9,072          | 17,997         |             | [ 大阪府 3 ]  |
| 1993年（平成05年） | -              | -              | -              | -              |             | [ 大阪府 4 ]  |
| 1994年（平成06年） | -              | -              | -              | -              |             | [ 大阪府 5 ]  |
| 1995年（平成07年） | 12月05日       | 8,889          | 8,794          | 17,683         |             | [ 大阪府 6 ]  |
| 1996年（平成08年） | -              | -              | -              | -              |             | [ 大阪府 7 ]  |
| 1997年（平成09年） | -              | -              | -              | -              |             | [ 大阪府 8 ]  |
| 1998年（平成10年） | 11月10日       | 8,439          | 8,327          | 16,766         |             | [ 大阪府 9 ]  |
| 1999年（平成11年） | -              | -              | -              | -              |             | [ 大阪府 10 ] |
| 2000年（平成12年） | 11月07日       | 7,750          | 7,967          | 15,717         | [ 近鉄 1 ]  | [ 大阪府 11 ] |
| 2001年（平成13年） | -              | -              | -              | -              |             | [ 大阪府 12 ] |
| 2002年（平成14年） | -              | -              | -              | -              |             | [ 大阪府 13 ] |
| 2003年（平成15年） | 11月11日       | 6,769          | 6,759          | 13,528         | [ 近鉄 2 ]  | [ 大阪府 14 ] |
| 2004年（平成16年） | -              | -              | -              | -              |             | [ 大阪府 15 ] |
| 2005年（平成17年） | 11月08日       | 6,503          | 6,637          | 13,140         | [ 近鉄 3 ]  | [ 大阪府 16 ] |
| 2006年（平成18年） | -              | -              | -              | -              |             | [ 大阪府 17 ] |
| 2007年（平成19年） | -              | -              | -              | -              |             | [ 大阪府 18 ] |
| 2008年（平成20年） | 11月18日       | 6,873          | 6,764          | 13,637         |             | [ 大阪府 19 ] |
| 2009年（平成21年） | -              | -              | -              | -              |             | [ 大阪府 20 ] |
| 2010年（平成22年） | 11月09日       | 6,551          | 6,550          | 13,101         | [ 近鉄 4 ]  | [ 大阪府 21 ] |
| 2011年（平成23年） | -              | -              | -              | -              |             | [ 大阪府 22 ] |
| 2012年（平成24年） | 11月13日       | 5,761          | 5,852          | 11,613         | [ 近鉄 5 ]  | [ 大阪府 23 ] |
| 2013年（平成25年） | -              | -              | -              | -              |             | [ 大阪府 24 ] |
| 2014年（平成26年） | -              | -              | -              | -              |             | [ 大阪府 25 ] |
| 2015年（平成27年） | 11月10日       | 6,260          | 6,303          | 12,563         | [ 近鉄 6 ]  | [ 大阪府 26 ] |
| 2016年（平成28年） | -              | -              | -              | -              |             | [ 大阪府 27 ] |
| 2017年（平成29年） | -              | -              | -              | -              |             | [ 大阪府 28 ] |
| 2018年（平成30年） | 11月13日       | 5,944          | 5,894          | 11,838         | [ 近鉄 7 ]  | [ 大阪府 29 ] |
| 2019年（令和元年） | -              | -              | -              | -              |             | [ 大阪府 30 ] |
| 2020年（令和02年） | -              | -              | -              | -              |             | [ 大阪府 31 ] |
| 2021年（令和03年） | 11月09日       | 5,147          | 5,176          | 10,323         | [ 近鉄 8 ]  | [ 大阪府 32 ] |
| 2022年（令和04年） | 11月08日       | 5,389          | 5,418          | 10,807         | [ 近鉄 9 ]  | [ 大阪府 33 ] |
| 2023年（令和05年） | 11月07日       |                |                | 10,563         | [ 近鉄 10 ] |               |

## 駅周辺

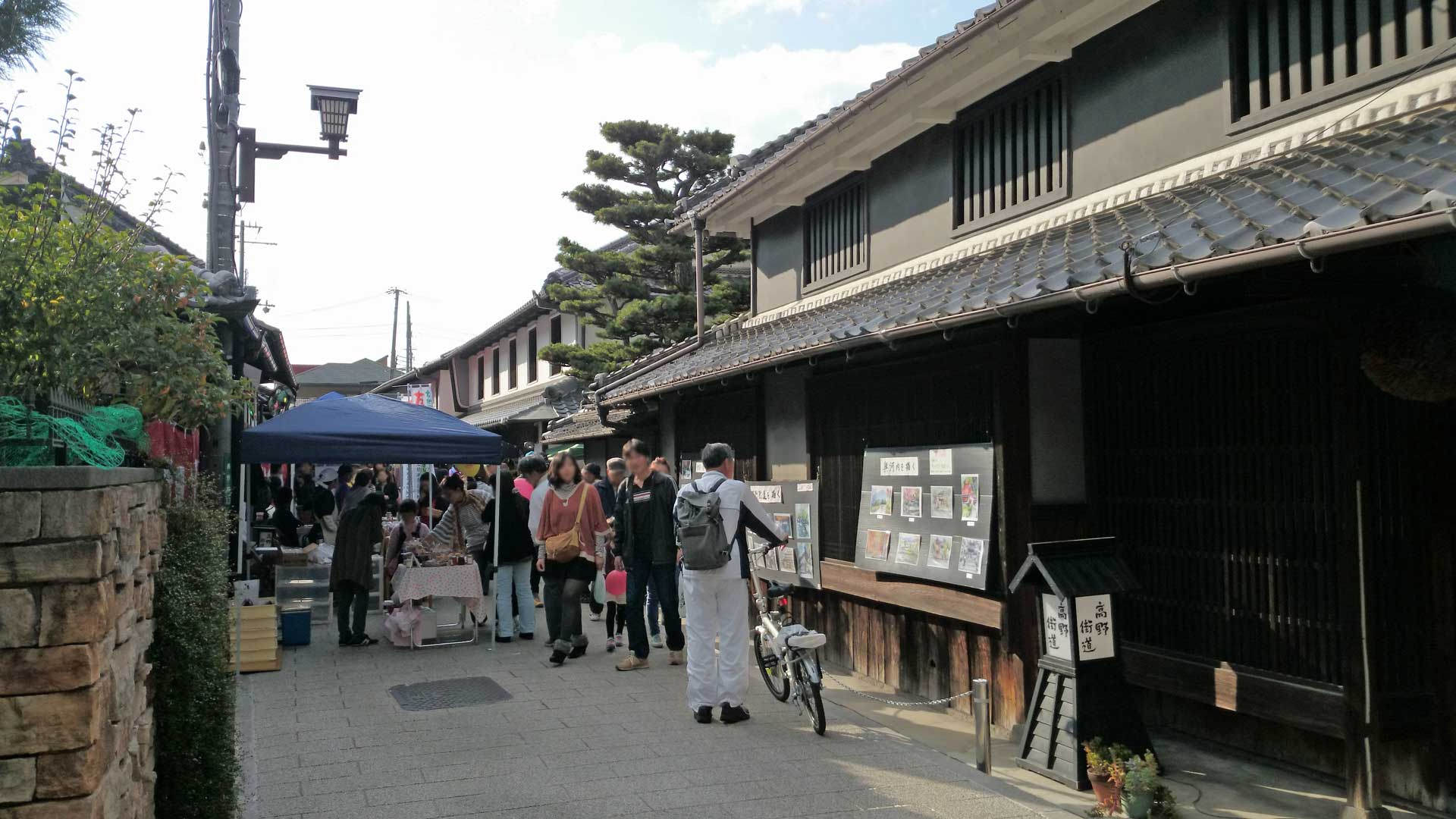
高野街道 酒蔵通り

駅周辺の歴史は古く、付近にある七差路の「七つ辻」は、車道における西高野街道と東高野街道が合流するかつてからの交通の要衝であり、当駅から三日市町駅にかけての高野街道は、宿場町としての歴史的な街並みなどが残っている。そのため、改札付近は「ショップ南海河内長野」も含め、高野街道を意識した内装になっているほか、改札口には案内所、駅1階の西出口付近には河内長野市観光案内所がある。その一方で高度経済成長期に大阪近郊として近隣にニュータウンが造成され、駅周辺も駅ビルや高層住宅などの再開発が行われたため、新旧混在した複雑な街並みとなっている。
駅西側には近隣のほか各ニュータウンへとつながるバスターミナルがあり、観光名所へ向かうバスも運行されている。付近には、専門店街を中心としたノバティながの北館、飲食店を中心とした南館がそれぞれ駅舎とペデストリアンデッキで連結している。その西側に隣接して長野商店街（本町通り商店街）が南北方向に通ってる。かつては旧長野商店街（西商栄通り）や旧東商店街などが零細店舗で賑わっていたが、駅前再開発によって多くが消滅し、駅前商店の多くは国道170号（府道20号）沿いが中心となっている。
駅東側は、主に高層住宅や住宅街になっている。また、その向こうを流れる石川の対岸には旧温泉街と大阪府営長野公園がある。

### 公共機関
- 河内長野市役所
- ノバティホール（河内長野駅前市民センター）
- 市立文化会館（ラブリーホール）
- キックス（市立図書館・市民交流センター）
- 市立市民総合体育館（総合運動場）
- 市立武道館
- 大阪府河内長野警察署
- 河内長野市消防本部
- 市立保健センター
- 市立休日急病診療所
- 市立福祉センター錦渓苑
- ハローワーク河内長野

### 商業施設

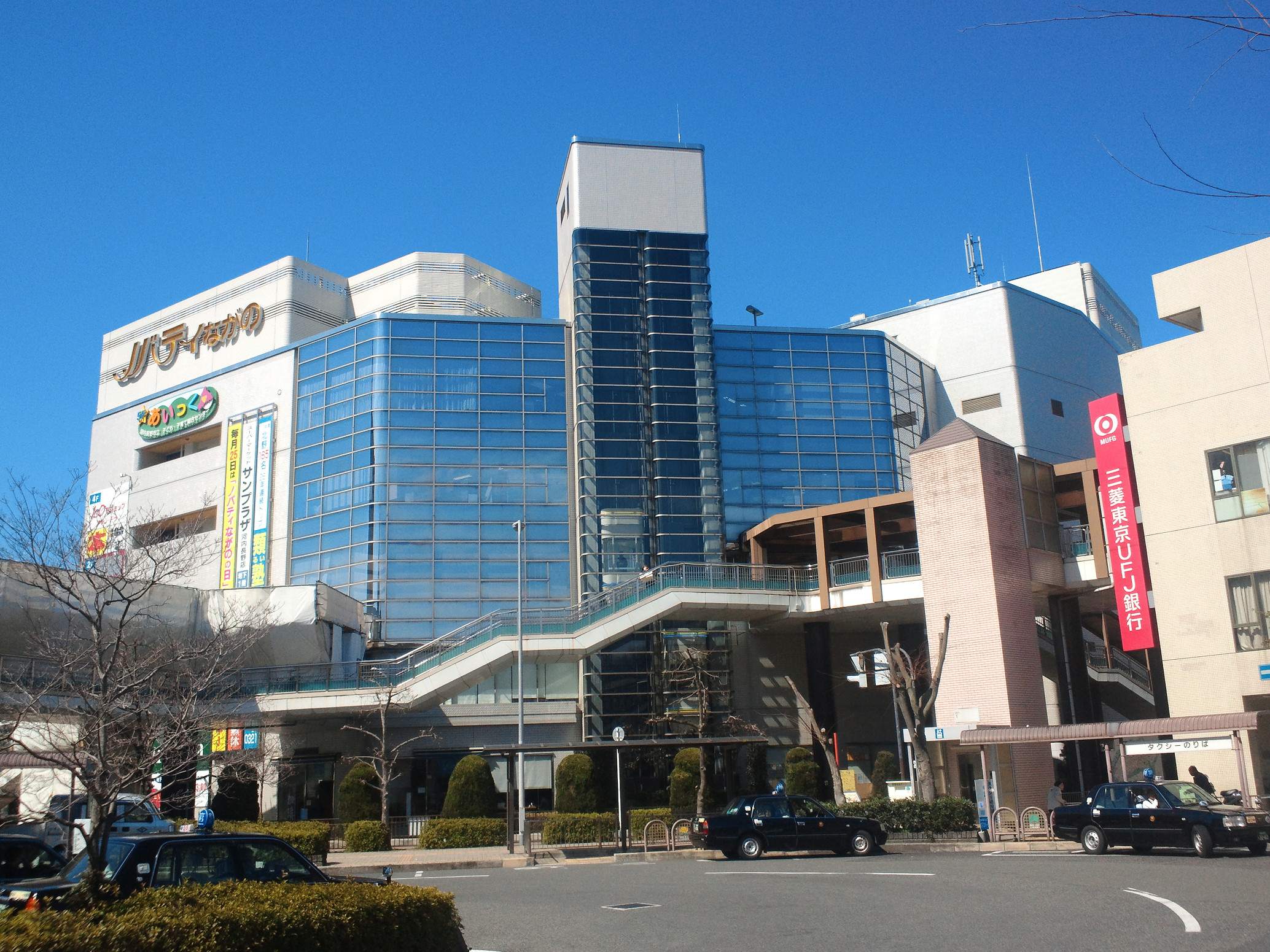
ノバティながの北館

- ノバティながの
  - サンプラザ
  - ファッションセンターしまむら
  - マツモトキヨシ
  - Honeys
  - ロッテリア
  - ミスタードーナツ
  - 鳥貴族
- ショップ南海河内長野
- イズミヤ河内長野店
- 関西スーパー 河内長野店
- マツゲン 河内長野店
- オークワ 河内長野店

### 教育機関
| - 清教学園中学校・高等学校 - 大阪府立長野高等学校 - 河内長野市立長野中学校 - 河内長野市立東中学校 - 河内長野市立長野小学校 - 河内長野市立小山田小学校 |

### 金融機関
| - 銀行・信組 - 三菱UFJ銀行河内長野支店（旧長野銀行→更池銀行→三和銀行→UFJ銀行） - 三井住友銀行河内長野支店（旧河内銀行→住友銀行） - 紀陽銀行河内長野支店 - 南都銀行河内長野支店 - 成協信用組合河内長野支店 | - 日本郵政グループ（郵便局） - 河内長野郵便局 - 河内長野本町郵便局 - 河内長野野作郵便局 - 農協 (JA) - 大阪南農業協同組合河内長野支店 |

### 医療機関
- 寺元記念病院
- 青山第二病院
- 岡記念病院
- 澤田病院

### 観光名所
| - 観心寺（国の史跡） - 長野温泉（天然温泉河内長野荘） - 烏帽子形城址（国の史跡） - 烏帽子形公園（プール） - 烏帽子形八幡神社 | - 長野公園長野地区（奥河内さくら公園） - 長野神社（重要文化財） - 寺ヶ池公園 - 寺ヶ池 - プラザ坂下 |

### その他
- 河合寺
- 妙長寺
- 千代田検車区

## バス路線

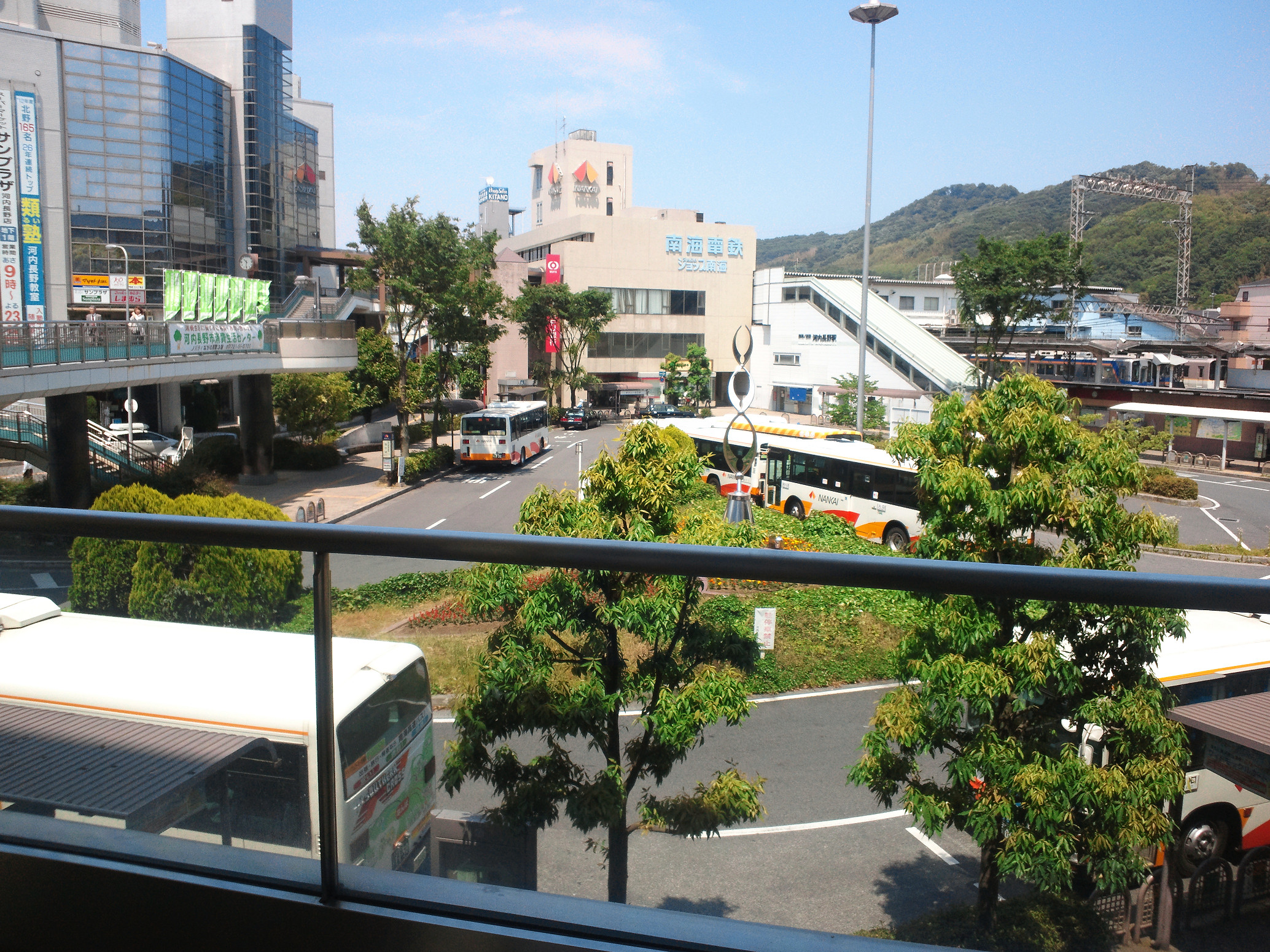
河内長野駅前バスターミナル

駅西側に大規模なバスロータリーが整備されており、南海バスの路線バスを中心に発着。停留所名は「河内長野駅前」。
駅開業以来、市内におけるバスターミナルとして利用されてきた。現在発着するバスは、市内のニュータウンへ向かうものや、各観光名所まで運行されるものが主となっている。

### 南海バス
一般路線は全て河内長野営業所担当。このほか深夜急行バスが降車扱いのみ行うが、2025年2月現在運休中となっている。
| のりば | 路線名                       | 系統・行先                                        | 備考                                                            |
| ------ | ---------------------------- | ------------------------------------------------- | --------------------------------------------------------------- |
| １     | 小山田線                     | 407系統：小山田南                                 | 平日夕方以降5本のみ運行                                         |
| １     | 小山田線                     | 407V系統：小山田南                                | 平日朝3本のみ運行。河内長野市役所前経由                         |
| １     | 小山田線                     | 418系統：小山田南循環                             | 土休日に運行                                                    |
| １     | 小山田線                     | 418V系統：小山田南循環                            | 平日の日中のみ運行。河内長野市役所前経由                        |
| １     | 千代田線                     | 415・415C系統：木戸東町方面                       | 土休日は本数わずか                                              |
| １     | 河内長野庁舎線               | 416系統：河内長野市役所前                         | 平日3本のみ運行                                                 |
| ３     | 小深線                       | 408系統：金剛山ロープウェイ前                     | 平日は朝の1本のみ。昇篠坂経由                                   |
| ３     | 小深線                       | 411系統：金剛山ロープウェイ前                     | 日中のみ運行                                                    |
| ３     | 小吹台団地線                 | 410系統：小吹台                                   |                                                                 |
| ３     | こんごう福祉センター線       | 450系統：府立こんごう福祉センターかんなびのさと前 |                                                                 |
| ４     | 天野山線                     | 401系統：光明池駅                                 |                                                                 |
| ４     | 天野山線                     | 402V系統：槙尾中学校前                            | 夕方のみ運行、本数わずか                                        |
| ４     | 天野山線                     | 403系統：天野山                                   | 平日朝1本を除き夕方以降の運行                                   |
| ４     | 天野山線                     | 404系統：サイクルセンター                         | 土休日の日中6本のみ運行                                         |
| ４     | 天野山線                     | 405系統：旭ヶ丘                                   |                                                                 |
| ５     | 河内長野・泉ヶ丘線           | 470系統：泉ヶ丘駅                                 | 日中のみ運行                                                    |
| ５     | 河内長野・狭山ニュータウン線 | 472系統：近畿大学病院前方面                       | 平日朝1本のみ運行                                               |
| ６     | 岩湧線                       | 412系統：神納                                     | 加塩経由                                                        |
| ６     | 岩湧線                       | 436系統：神納                                     | 平日夕方2本のみ運行。南花台経由                                 |
| ６     | 南青葉台線                   | 413・430・480系統：南青葉台方面                   | 日中に運行、土休日は3本のみ                                     |
| ６     | 南花台・南ヶ丘線             | 414系統：南ヶ丘                                   | 日中に運行、土休日は4本のみ                                     |
| ６     | 南花台・大矢船西町線         | 439系統：大矢船西町                               | 平日は日中に運行、土休日は夕方2本のみ                           |
| ７     | 高向線                       | 406系統：高向                                     |                                                                 |
| ７     | 高向線                       | 406C系統：長野車庫                                | 平日は夜間、土休日は日中に各2本運行                             |
| ７     | 高向線                       | 400系統：滝畑ダム                                 | 土休日朝1本のみ運行、サイクルセンターまで無停車                 |
| ７     | 高向線                       | 419系統：滝畑ダム                                 | 日野・滝畑コミュニティバス。夕方以降に5本運行                   |
| ７     | 高向線                       | 419V系統：滝畑ダム                                | 日野・滝畑コミュニティバス。日中5本運行、奥河内くろまろの郷経由 |

#### リムジンバス
2番のりばからは関西国際空港へ向かうリムジンバスが発車している。光明池営業所担当。
- エアポートリムジンバス泉北・河内長野空港線
  - （一部りんくうタウン経由）関西空港行き（Sorae）

### 通学バス
- 大阪千代田短期大学
- 近畿大学泉州高等学校
- 初芝富田林高校

### その他
- みなと寮「ひまわり号」（介護保険施設のボランティアにより、平日1日1便が楠翠台方面へ運行されている）

## 隣の駅
南海電気鉄道
 高野線
- ■特急「こうや」「りんかん」停車駅

■快速急行・■急行（急行は当駅 - 極楽橋駅間の各駅に停車）
金剛駅 (NK66) - 河内長野駅 (NK69) - 三日市町駅 (NK70)
■区間急行・■準急・■各停
千代田駅 (NK68) - 河内長野駅 (NK69) - 三日市町駅 (NK70)
近畿日本鉄道
O 長野線
■急行・■準急・■普通（急行は当駅 - 古市駅間、準急は当駅 - 藤井寺駅間の各駅に停車）
汐ノ宮駅 (O22) - 河内長野駅 (O23)

### 記事本文